# Знаменское (Ярославская область)
Знаменское — деревня в составе Головинского сельского поселения Угличского района Ярославской области. Родовое поместье Тютчевых.

## География
Знаменское располагается на высоком правом берегу реке Катка, притоке Корожечны. На другом берегу Катки поблизости находятся деревни Алексино и Мелехово

### Часовой пояс
Деревня Знаменское, как и вся Ярославская область, находится в часовой зоне МСК (московское время). Смещение применяемого времени относительно UTC составляет +3:00.

## История
В XIX веке село относилось к Климатинской волости Мышкинского уезда Ярославской губернии.
История села Знаменское уходит корнями в далёкое прошлое семьи Тютчевых, пришедших сюда из города Кашина Тверской губернии и обосновавшихся здесь навсегда. Предки великого русского поэта Федора Ивановича Тютчева покоятся в этой земле, похоронены рядом с церковью в честь иконы Знамения Пресвятой Богородицы в семейном склепе, ныне утраченном в наше время. Дед, Николай Андреевич Тютчев, родился здесь от своего отца Андрея Даниловича, прадедушки поэта. И многие другие Тютчевы здесь успокоились.

## Население
| 1859 | 2002 | 2007 | 2010 |
| ---- | ---- | ---- | ---- |
| 363  | ↘5   | ↘4   | ↗5   |

## Достопримечательности
В селе расположена недействующая Церковь иконы Божией Матери "Знамение" (1784).